# 深沢松美
深沢 松美（ふかさわ まつみ、1910年（明治43年）3月20日 - 1976年（昭和51年）6月21日）は、昭和期の地方公務員、政治家。松本市長（公選第4代）。 

## 経歴
長野県東筑摩郡波田村で、深沢忠太、か津へ の長男として生まれた。1929年（昭和4年）3月、松本商業学校卒業後、東京片倉生命保険、信濃毎日新聞に勤務。1941年（昭和16年）波田村収入役に就任し、のち助役となる。1951年（昭和26年）から長野県議会議員に5回当選。この間、中小企業振興審議会長、総合開発審議会委員などを務める。
1969年（昭和44年）松本市長に当選し2期務め、病のため1976年（昭和51年）3月に退任した。在任中、松塩筑南安広域市町村圏協議会を組織し広域行政に取り組み、松本・諏訪地区新産業都市の指定や東筑摩郡本郷村との合併に尽力した。